# The Diplomats
The Diplomats (también conocidos como Dipset) son un grupo hip hop de Harlem, Nueva York fundado por Cam'ron y Jim Jones. En primer lugar fueron firmados por Roc-a-Fella Records, pero ahora tienen su propio sello, Diplomat Records. El grupo debutó con el álbum Diplomatic Immunity bajo la tutela de Diplomat Records. El grupo está formado por Cam'ron, Juelz Santana, Jim Jones, 40 Cal., Jha Jah, J.R. Writer además de Freekey Zeekey. Hell Rell, actualmente en la cárcel.
Diplomat Records también ha distribuido a Cam'ron mediante Asylum Records. Bajo Koch Entertainment, Jim Jones, 40 Cal, Freeky Zeeky, J.R. Writer, Sloop Jawn, Max B, Hell Rell, Tom Gist, Un Kasa y Jha Jha son contratados también como miembros de The Diplomats Records, que se hizo además con un dúo londinense, SAS. Otro miembro del sello, Jay Bezel, también firmó por Sure Shot Records. Su actual A&R (siglas Artist & Repertoire. Es el responsable, dentro de la industria discográfica, del descubrimiento de nuevos talentos y vela asimismo por su desarrollo artístico, conjugando ello con la viabilidad comercial de su obra (producto) en un sello discográfico) es DukeDaGod. El segundo álbum del grupo fue Diplomatic Immunity 2, publicado bajo Koch Entertainment. Juelz Santana actualmente es el único miembro en firmar por Diplomat Records/Def Jam Records. 
Hasta 2003, que fue cuando el grupo publicó su primer álbum (Diplomatic Immunity), el grupo trabajaba en mixtapes. En 2005, the Diplomats ganó un Vibe Award al grupo del año. The Diplomats también tienen su propio licor de marca, Sizzurp. Aunque "Sizzurp", como término, tiene sus orígenes en un tema de Three 6 Mafia que habla del Syrup, una bebida popular en el sureste de Estados Unidos.
En Dipset, en especial Cam'ron, es frecuente el usar el color rosa en su moda.

## Jerga
Junto a un estilo de rimas original, uno de los elementos que definen a la música de los Diplomats es la distintiva jerga que utilizan en sus temas, tales como "doggie", "Ay!", "no homo", "scooby snacks", "piff," "huff," "u mad?", "move the movement", "off' wit' Ya' Kufi Smacker", "duck tales", "family matters", "coochie rap" o "What's Really Good?", que es la forma alargada de "Whats good?".

## Discografía

### Álbumes (Mixtapes)
- Diplomatic Immunity 1 (2003)
- Diplomatic Immunity 2 (2004)
- More Than Music Vol.1 (2005)
- The Movement Moves On (2006)
- Public enemy 1- diplomat records (2007)